# Nacora
Nacora es una comunidad no incorporada en el condado de Dakota en el estado estadounidense de Nebraska.

## Historia
Nacora se deriva de una palabra española que significa "Nací". Una oficina de correos abrió en Nacora en 1892, cerró en 1894, reabrió en 1898 y cerró permanentemente en 1943.